# Chiesa di San Martino (Montegiovi)
La chiesa di San Martino si trova a Montegiovi, nel comune di Castel del Piano (GR).
Anticamente apparteneva all'abbazia di Sant'Antimo ed è documentata nel 1302-1303.
Nonostante i rimaneggiamenti moderni, tra i quali l'aggiunta del campanile, la facciata conserva elementi architettonici trecenteschi nel paramento a filaretto e nel portale a tutto sesto. Le testimonianze pittoriche del settecentesco interno mostrano una maniera vicina ai modi di Francesco Nasini, cui si devono la Madonna del Rosario tra i Santi Domenico e Caterina da Siena (secondo altare a destra) e la Madonna col Bambino, San Giovannino e Santa Monica firmata e datata 1692 (secondo altare a sinistra).